# Game & Watch: The Legend of Zelda
Il Game & Watch: The Legend of Zelda è un Game & Watch celebrativo in edizione limitata, sviluppato e prodotto da Nintendo distribuito a partire dal 12 novembre 2021. Il gioco contiene una raccolta di tre videogiochi passati della serie di Zelda, ovvero: The Legend of Zelda, Zelda II: The Adventure of Link e The Legend of Zelda: Link's Awakening. Contiene inoltre Vermin, titolo contenuto all'interno del terzo Game & Watch prodotto. Il gioco è stato pubblicato per celebrare il 35º anniversario della serie Zelda. È stato annunciato il 15 giugno 2021 all'interno del Nintendo Direct tenuto in occasione del E3 2021.

## Modalità di gioco
Il Game & Watch: The Legend of Zelda contiene una selezione di videogiochi della serie Zelda (cronologicamente sono il primo, il secondo e il quarto titolo della serie), principalmente ricadenti nel genere azione-avventura ed, in parte, action-RPG con elementi di platforming; The Legend of Zelda è un tipico gioco action-adventure così come lo è The Legend of Zelda: Link's Awakening mentre Zelda II: The Adventure of Link affianca e questo genere elementi RPG d'azione ed elementi di platforming. Quando a Vermin, esso è un tipico gioco d'abilità che riproduce nel formato di un videogioco il popolare gioco dell'acchiappa la talpa dove, in luogo al personaggio originale, troviamo Link quale personaggio giocabile. Infine, assieme ai giochi il dispositivo implementa la funzione di orologio e di timer. L'orologio di gioco è ispirato all'originale The Legend of Zelda mentre il timer è a tema Adventure of Link.

## Storia e sviluppo
il 15 giugno 2021 Nintendo, tramite un trailer all'interno del Nintendo Direct tenuto in occasione dell'E3, ha annunciato il Game & Watch celebrativo, i suoi contenuti e la data di uscita. In seguito all'annuncio Nintendo ha pubblicato sul proprio sito una pagina dedicata all'iniziativa nella quale, assieme alla caratteristiche salienti del dispositivo, è rivelato il prezzo di vendita suggerito dal produttore, pari a 49,99$ mentre quello giapponese è di 5480 yen.

## Caratteristiche e hardware
Il dispositivo è basato sul microcontrollore STM32H7B0VBT6 della STMicroelectronic ovvero in un core a 32 bit Arm Cortex-M7 con frequenza di clock fino a 280 MHz, 128 Kbyte di memoria flash e 1,4 MByte di RAM; esso integra il controller LCD TFT e quello USB. Il display del gioco è un LCD a colori con risoluzione QVGA (320 x 240) delle dimensioni di 2,36 pollici ed è retroilluminato.

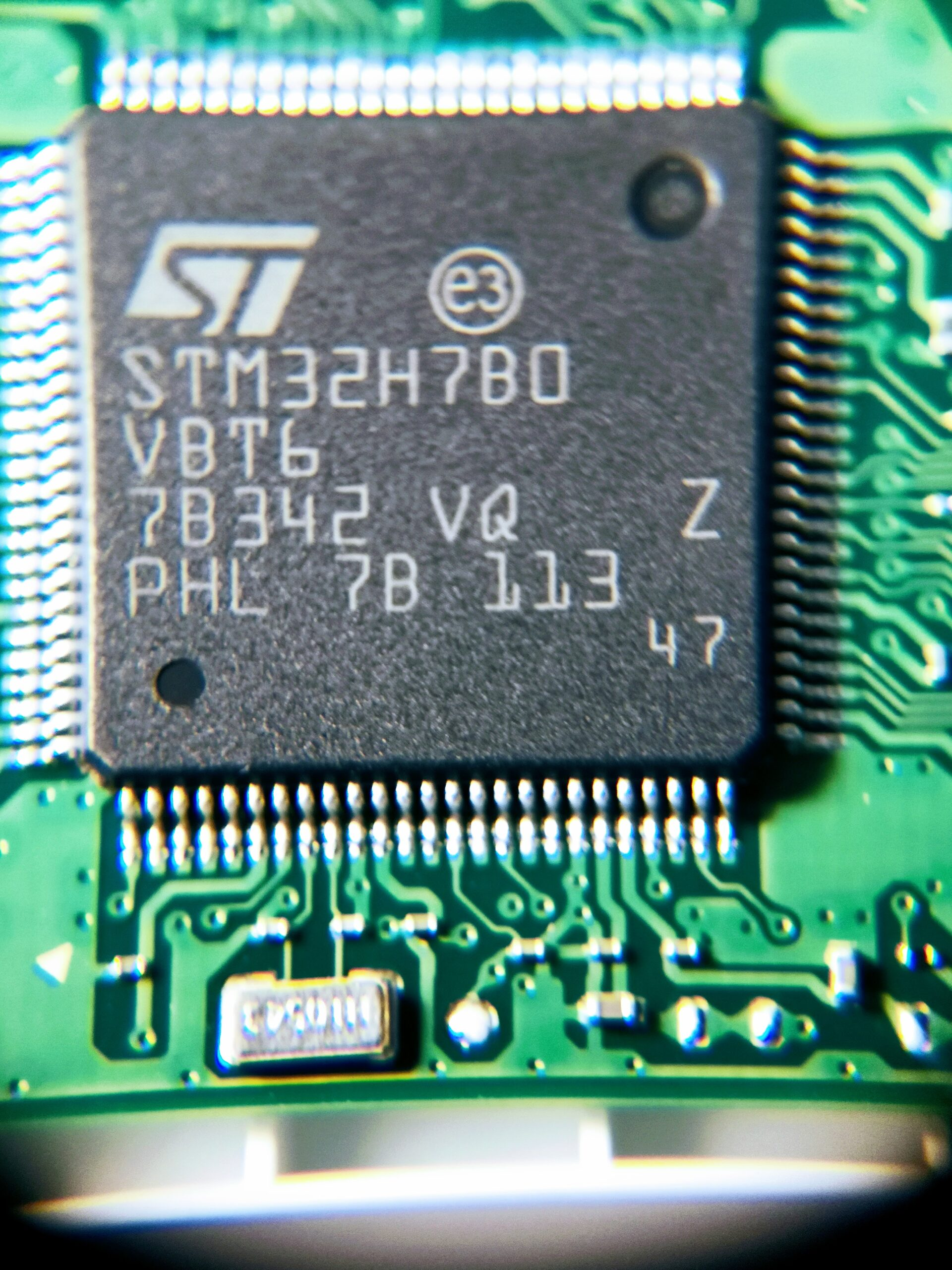
Il microcontrollore STM32H7B0VBT6 in dotazione al Game & Watch: The Legend of Zelda

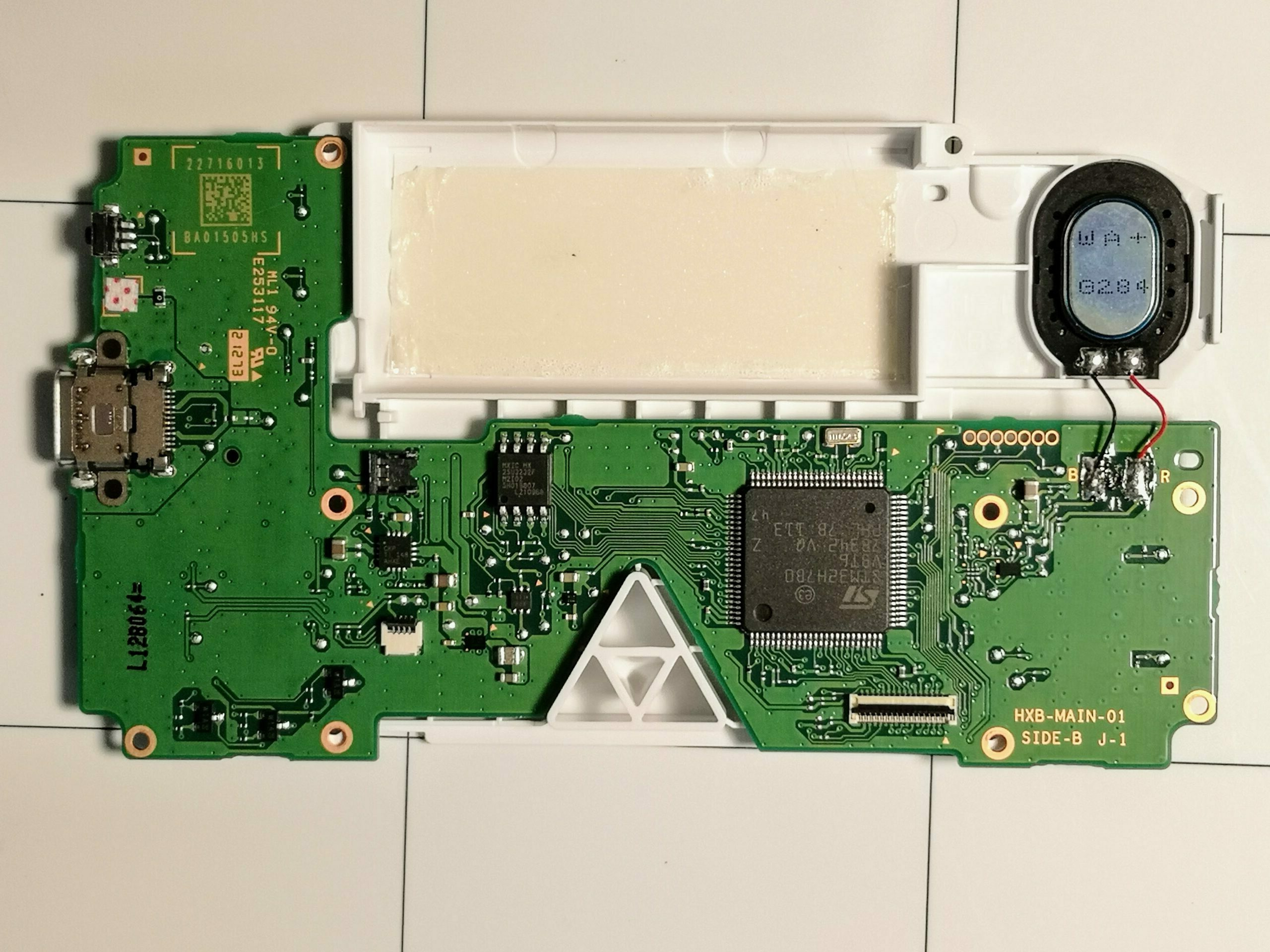
la scheda principale del Game & Watch: The Legend of Zelda, vista Side B

Il Game & Watch: The Legend of Zelda presenta una colorazione principalmente verde e dorata, misura 67 mm di altezza, 112 mm di larghezza e 12,5 mm di spessore ed ha un peso complessivo di 68 g. Dispone di uno schermo LCD a colori da 2.36 pollici. Il dispositivo è alimentato da una batteria ricaricabile agli ioni di litio incorporata della capacità di 525 mAh, la stessa batteria presente all'interno dei Joy-Con della consolle Nintendo Switch. La durata nominale della batteria è pari a 8 ore mentre il tempo di ricarica è stimato in 3 ore e viene ricaricata tramite la presa USB-C del dispositivo. Il dispositivo è dotato di pulsante per l'accensione/spegnimento.
I controlli di gioco sono la croce direzionale (un D-PAD a otto vie), due tasti d'azione (A e B), tasti Select e Start e tre tasti modalità (game, time, pause/set).

## Accoglienza

### Vendite
L'apertura dei preordini del gioco per il Nord America e l'Europa è avvenuta il 15 giugno 2021, dopo l'annuncio e la fine della presentazione da parte di Nintendo, presso negozi fisici e di E-Commerce. Dopo meno di due settimane il dispositivo è andato esaurito alla prenotazione per alcuni di loro. Fra i negozi online dove il Game & Watch risulta esaurito figurano Amazon (USA, UK, Italia) e Best Buy.